# دين دانا
دين دانا هو سياسي أمريكي، ولد في 9 يوليو 1926 في نيويورك في الولايات المتحدة، وتوفي في 21 أبريل 2005 في توررانسي في الولايات المتحدة. نشط حزبياً في الحزب الجمهوري.